# Danny Vervacke
Danny Vervacke is een Belgisch boogschutter.

## Levensloop
Vervacke werd Europees kampioen staande wip in 2019.
Hij is aangesloten bij KHG Sint Sebastiaan uit Heestert.